# فولدن، نورفک
فولدن (به انگلیسی: Foulden) یک روستا و محله مدنی در بریتانیا است که در Breckland District واقع شده‌است. فولدن ۱۲٫۹۵ کیلومتر مربع مساحت و ۴۳۰ نفر جمعیت دارد.